# Mustafá Khaznadar
 'Mustafá Khaznadar' ((àrab مصطفى خزندار,) de nacimiento Giorgios Stravelakis, nacido en Kardamili, Quíos el 1817-muere en Túnez el 26 de julio de 1878 fue un hombre de estado tunecino de origen griego, gran visir del 1837 al 1873. 

## Biografía
Fue capturado con su hermano Yannis en 1821 y su padre Stephani Kalkias Stravelakis murió (muerte preludio a la masacre de Quíos de 1802) y fue llevado a Esmirna y vendido como esclavo para el bey de Túnez. Fue criado como un miembro más de la familia del bey. En 1837 con sólo 21 años fue nombrado khaznadar o ministro de finanzas y virtual gran visir. En 1839 se casó con la "princess Lalla Kalthoum" y se convirtió en cuñado del bey Ahmad I ibn Mustafá con el que ya tenía gran amistad. Fue ascendido a teniente general del ejército del bey en 1840 y presidente del gran consejo de 1862 a 1878. 

### Carrera militar
Bajo el bey Muhammad III ibn al Husayn, la economía del país estaba cercana a la bancarrota por las malversaciones o mala administración de Khaznadar, y en 1863 tuvo que contratar un empréstito al banquero Erlanger a un tipo de interés altísimo, que no tenía los medios de devolver y tuvo que doblar el impuesto de capitación lo que provocó en 1864 el levantamiento de las tribus del centro del país seguida de la revuelta de las villas del Sahel tunecinas, bajo la dirección de Ali ibn Ghadaham y al grito de «Basta de Constitución, basta de tasas, basta de mamelucos», las fuerzas leales dirigidas por el general Ahmed Zarruk, pudieron ahogar la revuelta sembrando la discordia entre los diferentes grupos rebeldes que no estaban unidos. Pero la constitución de 1861 fue suspendida y las tasas bajadas a la mitad. No obstante los mamelucos y Khaznadar, que habían salvado el régimen, permanecieron en el poder. En 1865 el bey, a petición de Khaznadar, contrató un nuevo empréstito a un tipo de interés idéntico al anterior; siguió una gran sequía que arruinó a los pequeños campesinos y en 1867 la miseria se extendía por todo el país incluyendo la capital donde morían de 100 a 150 personas al día a causa del hambre o enfermedades, en 1868 Khaznadar, desvió fondos municipales en beneficio propio y el presupuesto de Túnez quedó reducido significativamente, en 1869 el estado quebró y tuvo que autorizar la creación de una comisión financiera internacional formada por representantes de Francia, Gran Bretaña y Italia y de la misma Túnez; esta comisión desenmascaró la actuación de Mustafá Khaznadar y su enriquecimiento fraudulento. El general Khayr al-Din Pachá, presidente de la comisión financiera denunció a Khaznadar como defraudador de unos dos millones de francos, las pruebas eran irrefutables y Khaznadar dimitió y Khayr al-Din Pachá le sustituyó. La población acogió su caída con alivio y con ceremonias dando gracias a las mezquitas. Murió olvidado en Túnez en 1878.
| Predecesor: Sidi Rashid al-Shakir Sahib al-Tabaa | Túnez Gran Visir de Túnez Ahmad I ibn Mustafa 1837 - 1855 | Sucesor: Khayr al-Din Pachá |

## Référencias
- Datos: Q1384598
- Multimedia: Mustapha Khaznadar / Q1384598